# Antoniestraat (Haarlem)
De Antoniestraat is een straat in het centrum van Haarlem. De straat loopt vanaf de Hoogstraat, die in het verlengde van de Melkbrug ligt, naar de Schalkwijkerpoort ter hoogte van Herensingel. In de straat ligt de Antoniebrug, die de Burgwal overspant.

## Etymologie en naamgeving
De straat is vernoemd naar het Sint Antoniegasthuis dat buiten de stadspoort was gelegen. Dit gasthuis is samengevoegd met het Vrouwegasthuis dat bij de Bakenesserkerk was gelegen. Samen gingen zij verder als het Vrouwe- en Antoniegasthuis, dat sinds 1787 dienst doet als Haarlems hofje.
Aanvankelijk heette enkel het gedeelte tussen Antoniebrug en Schalkwijkerbrug, waar de Schalkwijkerpoort zich bevond de Antoniestraat. Spellingen zoals: Anthonisstraat, Teunisstraat, St. Anthoniestraat kwamen ook voor. Per raadsbesluit van 14 juni 1876 werd het gedeelte van de Achterstraat tussen Antoniebrug en Hagestraat vernoemd tot Antoniestraat. Het andere gedeelte van deze straat tot aan de Amsterdamse Poort werd vernoemd tot Spaarnwouderstraat.

## Geschiedenis
In de straat was de fabriek van C. de Koning Tilly gevestigd. Deze fabriek fabriceerde Haarlemmerolie. In 1913 werd op nummer 8 door Filmfabriek Hollandia een filmstudio gebouwd aan de straat.

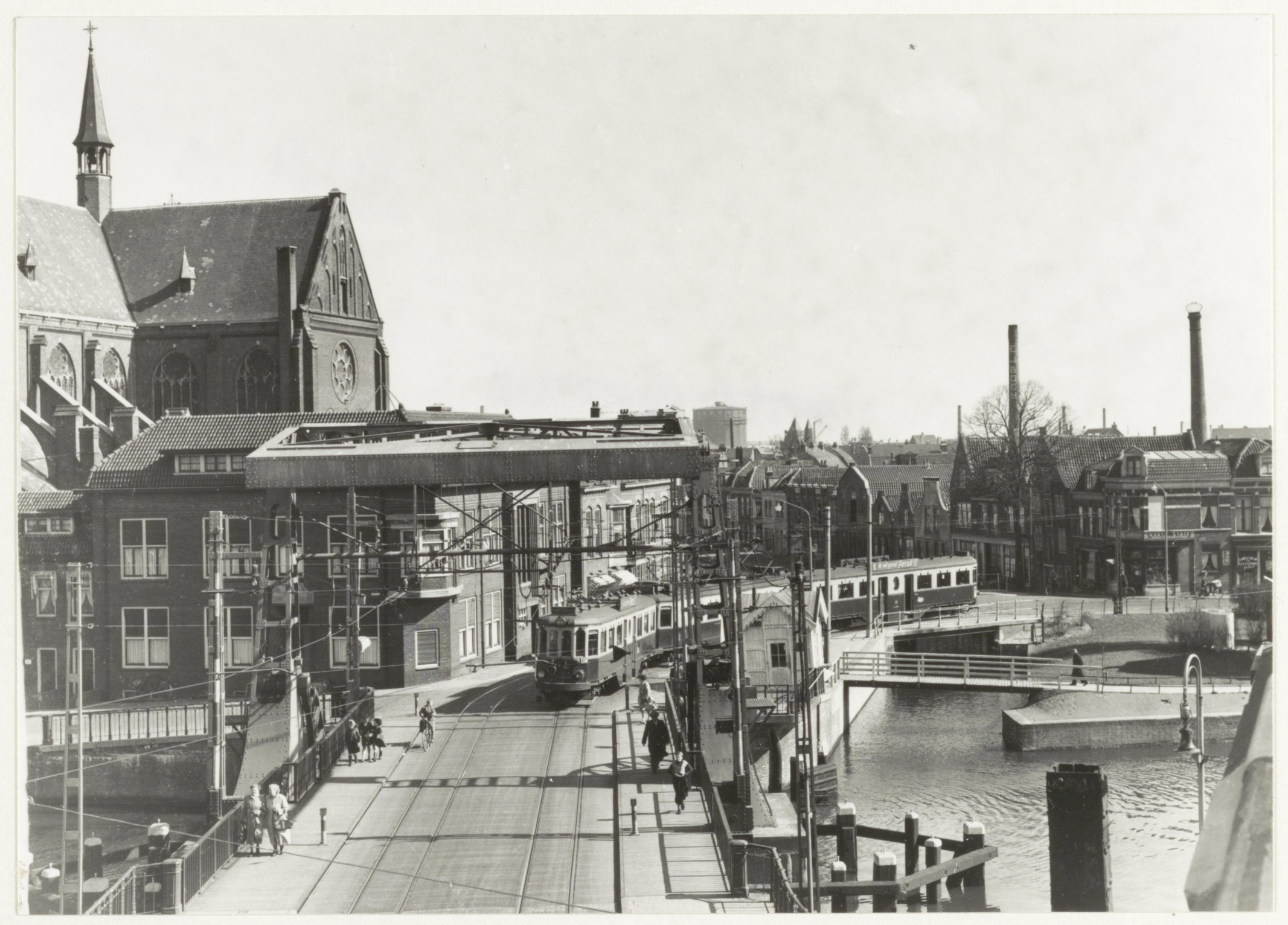
Een Boedapester-tramstel rijdt de Antoniestraat in anno 1953, links is nog de verdwenen Spaarnekerk te zien

Tot en met 31 augustus 1957 reed de tramlijn Amsterdam - Zandvoort enkelsporig door de toen daar nog smalle Antoniestraat. Na het verdwijnen van de tram kon de straat worden verbreed.